# Semana de Bell Ville 1949
Semana de Bell Ville 1949 je bila peta dirka za Veliko nagrado v sezoni 1949. Odvijala se je 20. marca 1949 na dirkališču Bell Ville v argentinskem mestu Córdoba.

## Dirka
| Poz | Dirkač           | Moštvo      | Dirkalnik         | Krogi | Čas/Odstop |
| --- | ---------------- | ----------- | ----------------- | ----- | ---------- |
| 1   | Oscar Gálvez     | Privatnik   | Alfa Romeo 308    | 35    | 1:16:30.0  |
| 2   | Clemar Bucci     | Privatnik   | Alfa Romeo 12C-37 | 33    | +2 kroga   |
| 3   | Pascual Puopolo  | San Isidoro | Maserati 8CL      | 33    | +2 kroga   |
| 4   | Andres Fernandez | Privatnik   | Maserati 4CL      | 31    | +4 krogi   |
| 5   | Osvaldo Juchet   | Privatnik   | Chevrolet         | 31    | +4 krogi   |